# Włosienica (Tatry)
Włosienica – niewielka polana na dnie Doliny Rybiego Potoku w polskich Tatrach Wysokich, położona na wysokości ok. 1315 m n.p.m., ok. 1,5 km poniżej Morskiego Oka, tuż na północny wschód od Szałasisk, pomiędzy Rybim Potokiem a obecną szosą do Morskiego Oka. Nazwa ma pochodzić od porastającej ją trawy, nazywanej przez górali włosienicą lub włósienicą.
Włosienica stanowi odrębną miejscowość typu schronisko turystyczne.
W latach 1969–1972 urządzono na miejscu polany, przy Drodze Oswalda Balzera, parking i pętlę szosy, można było dotąd dojechać samochodem lub autobusem. Do lat 80. XX wieku parking funkcjonował dla wszystkich turystów, obecnie parkować tu mogą jedynie pojazdy zaopatrujące bufet znajdujący się tuż za południowym skrajem polany oraz inne mające zezwolenie TPN, turystyczny ruch samochodowy bowiem jest współcześnie dozwolony jedynie do Palenicy Białczańskiej. Parkują tutaj natomiast konne furmanki wożące turystów z Palenicy Białczańskiej. W 2003 z parkingu zerwano kostkę brukową, którą wyłożono placyk przy schronisku nad Morskim Okiem. Na południe od polany znajduje się duży pawilon gastronomiczny na 180 miejsc, wybudowany w latach 1967–1971. Powyżej niego, na polanie Szałasiska, położone jest letnie obozowisko taternickie PZA. Istnieją plany jego likwidacji i przeniesienia obozowiska na Włosienicę – przystosowany zostanie pawilon gastronomiczny lub powstanie nowy obiekt na miejscu parkingu.

## Szlaki turystyczne
– czerwony z Toporowej Cyrhli przez Psią Trawkę, Rówień Waksmundzką, dalej wzdłuż szosy przez Włosienicę nad Morskie Oko i obok Czarnego Stawu na Rysy.
- Czas przejścia od Wodogrzmotów Mickiewicza do Włosienicy: 1:10 h, ↓ 55 min
- Czas przejścia od Włosienicy do schroniska nad Morskim Okiem: 25 min, ↓ 20 min

 – asfaltowa szosa z parkingu na polanie Palenica Białczańska (niedostępna dla samochodów), łącząca się z czerwonym szlakiem przed Wodogrzmotami Mickiewicza (do Włosienicy 1:55 h, ↓ 1:35 h).

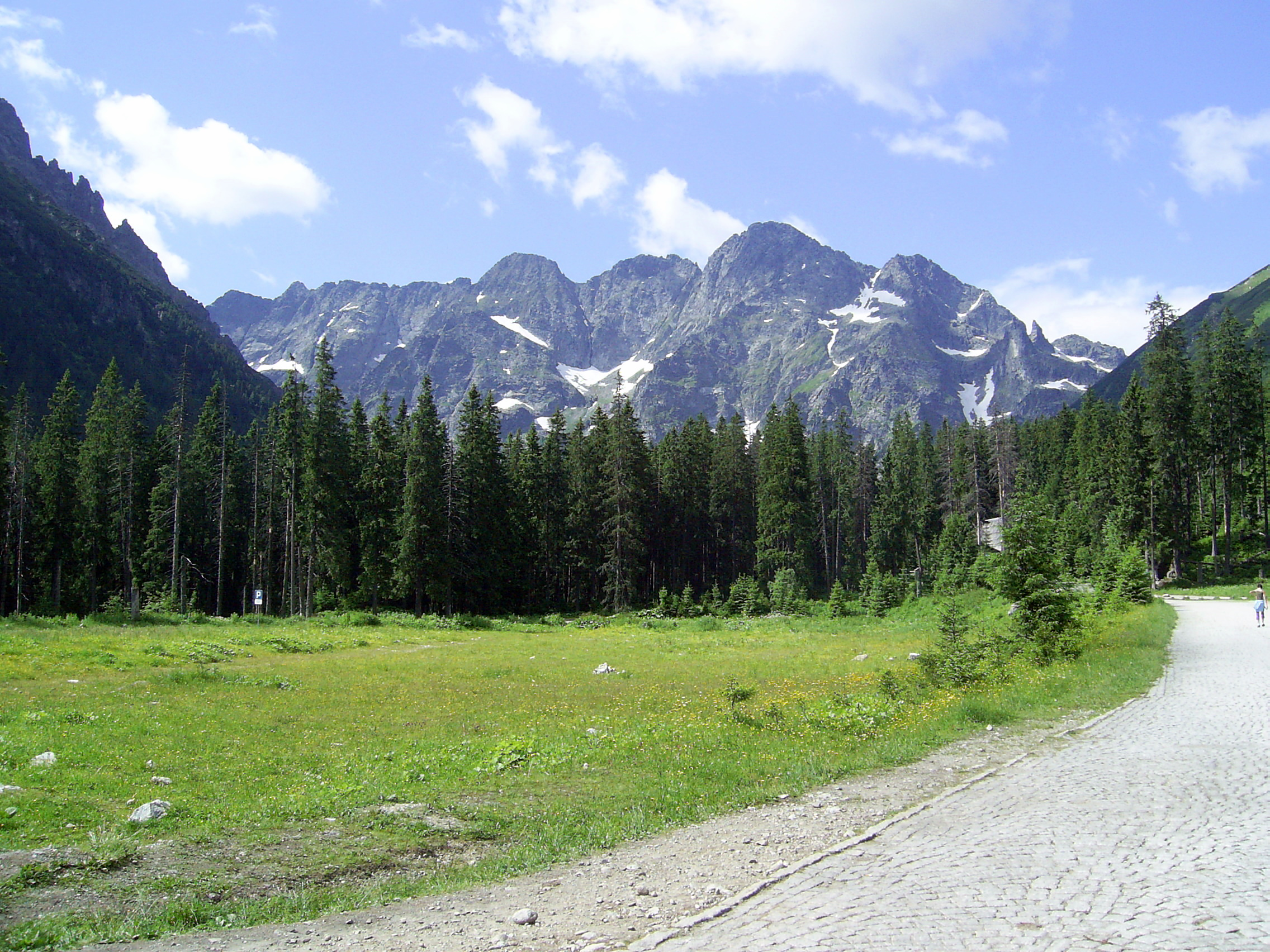
Widok z polany na Mięguszowieckie Szczyty
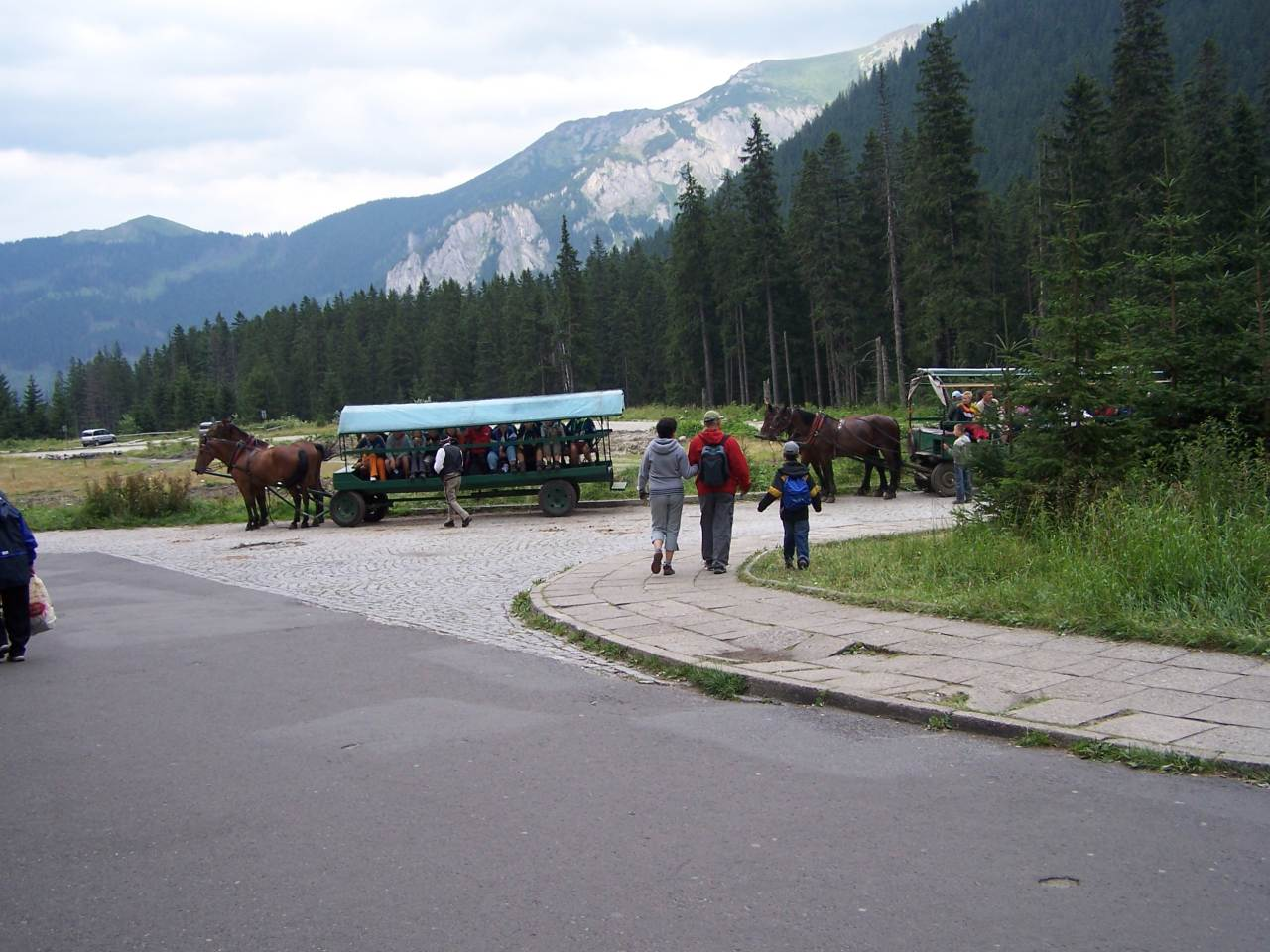
Widok z polany w kierunku wschodnim
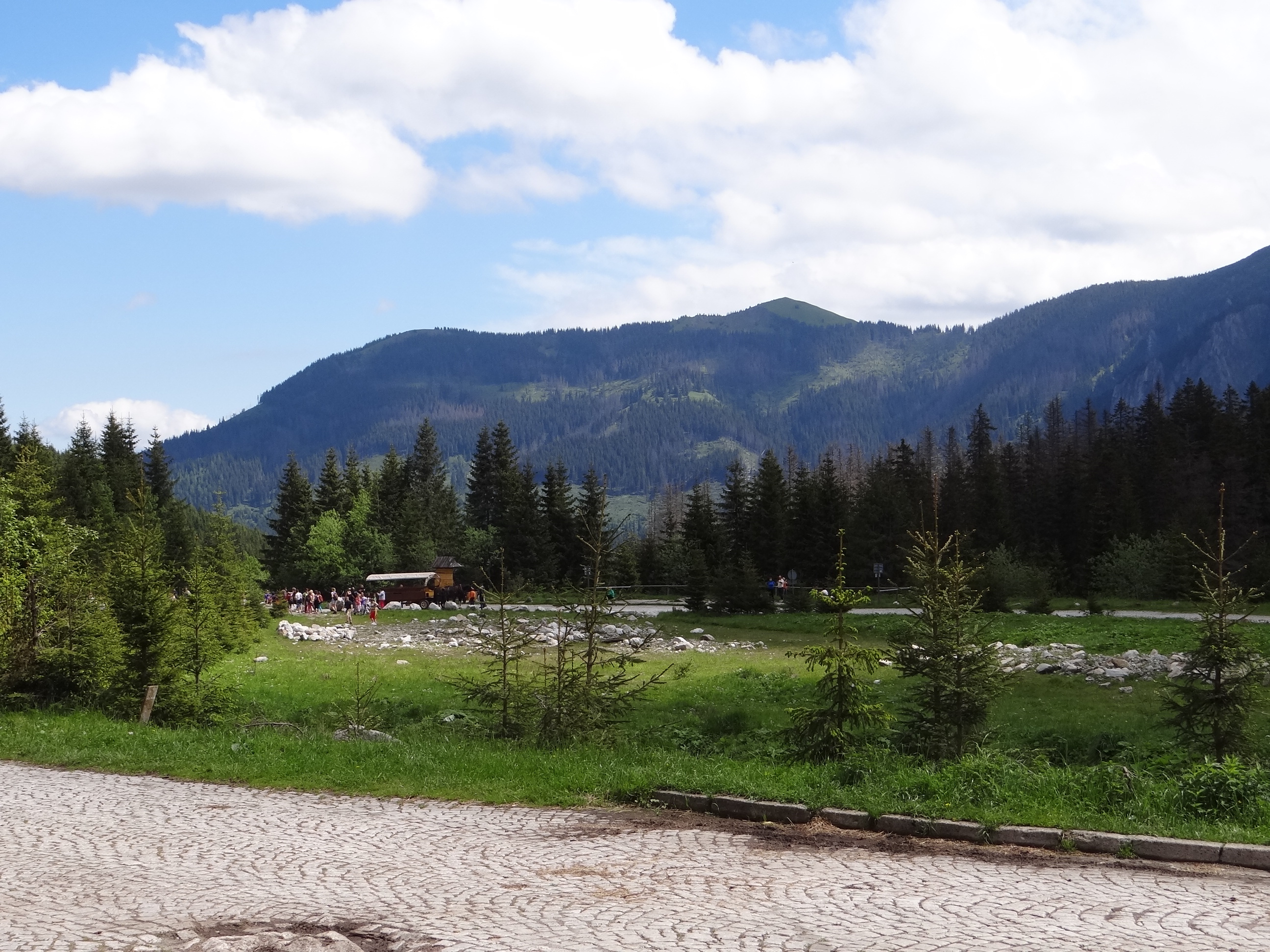
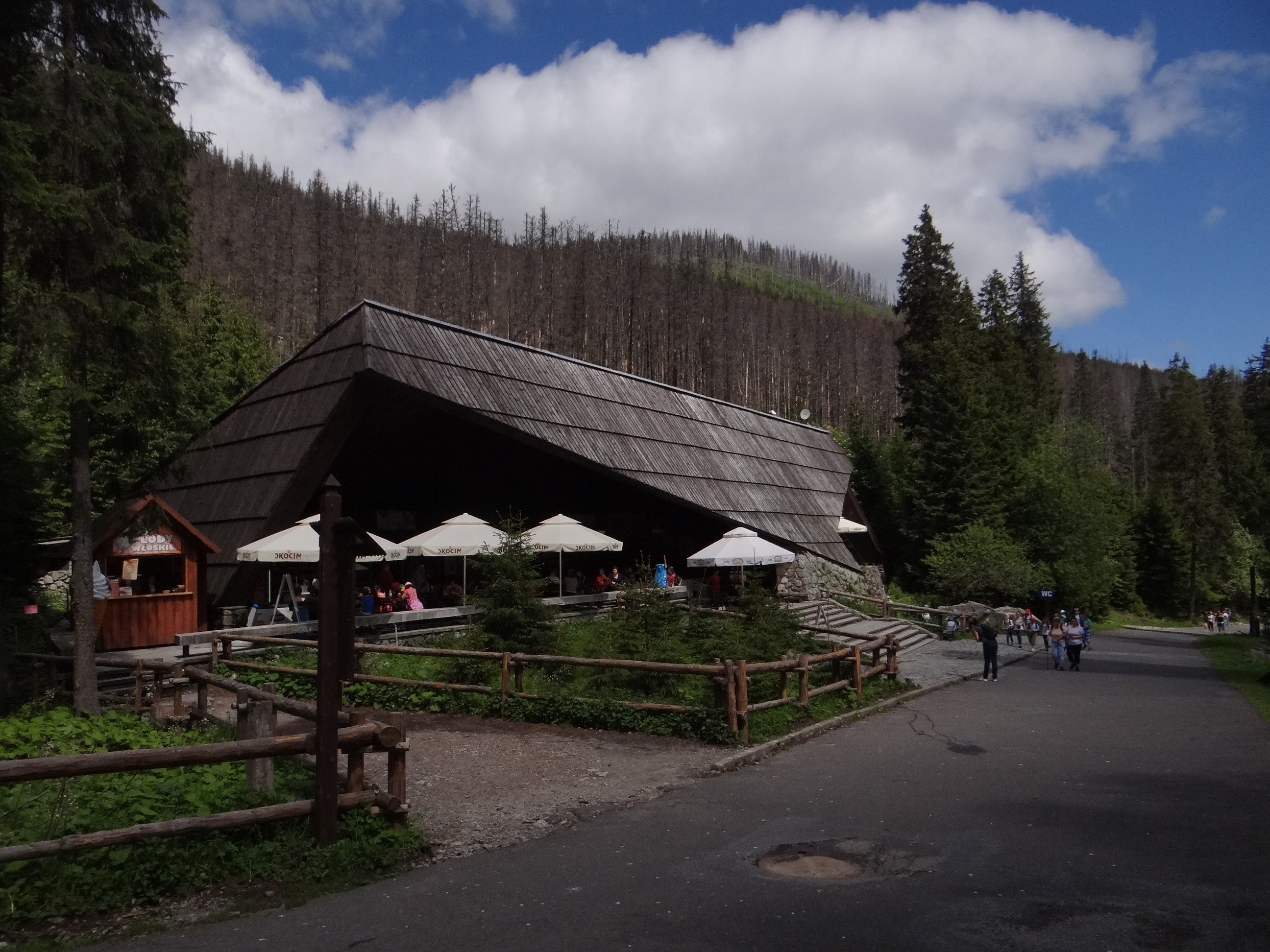
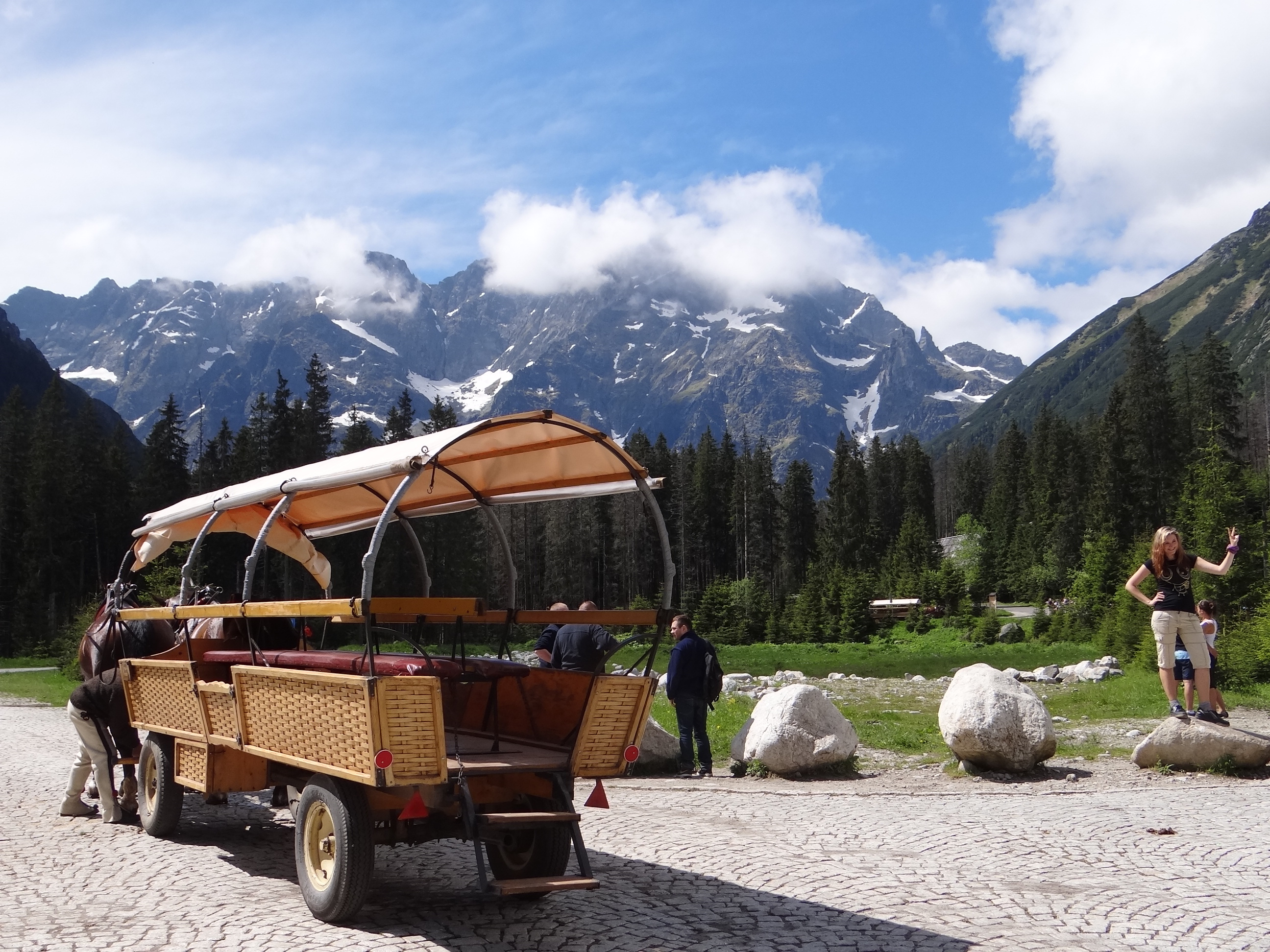
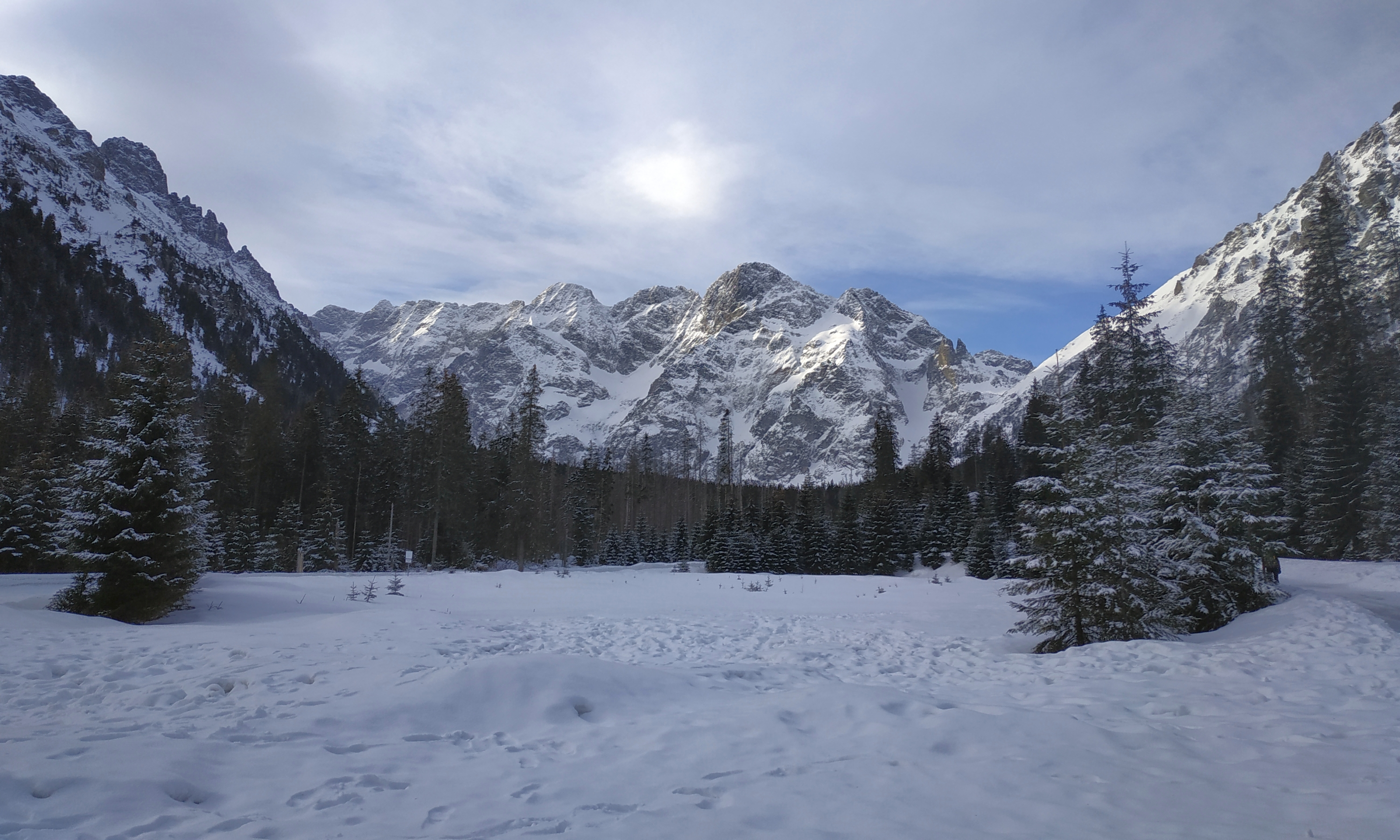